# Roze Stiebra
Rozālija Stiebra, dite Roze Stiebra, née le 17 mars 1942 à Riga (Reichskommissariat Ostland) et morte le 22 décembre 2024 dans la même ville, est une animatrice et réalisatrice soviétique puis lettone de films d'animation.

## Biographie
Fille de Teodors et Anastasia Stiebra, Roze naît à Riga. Elle a trois sœurs et un frère. Sa sœur aînée Lidija deviendra professeur d'art dramatique. Dans son enfance, elle vit à Torņakalns et fréquente le studio d'art dramatique au sein du Théâtre de la jeunesse dirigé par Ansis Ēlerts. L'un des dessins animés qui lui fait une forte impression est L'Antilope d'or de Lev Atamanov. Elle commence les études dans le Collège technique des travailleurs de la culture, puis, tente d’intégrer la faculté d'acteurs du conservatoire de Riga et le studio au sein du Théâtre Dailes, mais n'arrive pas à passer les concours d'entrée. Ensuite, elle s'implique dans le théâtre amateur de la Maison de la culture du district de Riga où son premier professeur fut Uldis Pūcītis. Son professeur suivant était Olgerts Dunkers, qui dirigeait un studio de théâtre amateur rue Amatu.
Diplômée du département de théâtre de marionnettes de l'Institut d'État russe des arts de la scène de Leningrad en 1964, elle travaille pendant un an dans la troupe de marionnettes du théâtre de Liepāja, puis, commence à travailler comme monteuse à Latvijas Televīzija, enchaînant les contrats de remplacement. Là, elle réalise son premier court métrage d'animation Raibais rudens,  pour lequel les marionnettes sont fabriquées par Miervalds Ozoliņš du théâtre de Liepāja. Pour son second film, elle utilise la technique d'animation de papiers découpés, aussi appelée cut-out. En 1969, sort son dessin animé Lietaina diena [Jour de pluie] sur le scénario de Nellija Ozoliņa où elle collabore pour la première fois avec Ansis Berziņš.
De 1969 à 1991, Roze Stiebra est directrice du groupe de films d'animation de l'association créative de la télévision lettone « Telefilma-Rīga ». 
Roze Stiebra fut six fois lauréat du principal prix national du cinéma Lielais Kristaps dans la catégorie du meilleur film d'animation :Comment j'étais chez une fille du Nord (1980), La Poche (1983), La comptine en images (1988), Ness et Nessy (1993), Petit conte (1998), Les Riganais insolites (2001). Depuis 1991, elle est réalisatrice au studio d'animation Dauka, en 2001 elle en devient la présidente. En 2010, le studio Dauka a arrêté son activité de création faute de financement. 
En 2003, elle reçoit l'Ordre des Trois Étoiles de classe IV. En 2017, elle reçoit le Lielais Kristaps Award pour l'ensemble de sa carrière, puis, en 2024, un autre Lielais Kristaps pour le film Sirds likums réalisé d'après le conte de Jāņis Ezeriņš Jaunais likums [Une nouvelle loi],.
Roze Stiebras est décédée à l'âge de 82 ans le 22 décembre 2024. La cérémonie d'adieu a lieu le vendredi 27 décembre à l'église Marie-Madeleine de Riga.

## Filmographie
- 1983 : La Poche (Kabata), d'après les œuvres d'Ojārs Vācietis
- 1991 : Ness et Nessy (Ness un Nesija), coréalisé avec Ansis Bērziņš
- 1994 : Le Moulin du chat  (Kaķīša dzirnavas)
- 2001 : Les Riganais insolites (Neparastie rīdzinieki)
- 2002 : Les Aventures d'une saucisse (Desas piedzīvojumi)
- 2007 : Je jouais, je dansais (Spēlēju, dancoju)
- 2018 : La Fille du soleil traversait le ciel (Saule brauca debesīs)
- 2024 : Rule of the Heart (Sirds likums)